# Associazione Calcio Pro Sesto 1987-1988
Questa pagina raccoglie le informazioni riguardanti l'Associazione Calcio Pro Sesso nelle competizioni ufficiali della stagione 1987-1988.

## Stagione
Nella stagione 1987-1988 la Pro Sesto, con l'entusiasmo della promozione appena conquistata e del ritorno tra i professionisti, ha disputato il girone B del campionato di Serie C2, piazzandosi a centro classifica, in ottava posizione, con 31 punti. Il torneo è stato vinto dal Mantova con 48 punti davanti al Venezia-Mestre con 47 punti, ed entrambe le squadre sono state promosse in Serie C1. Ma da subito emergono le difficoltà nell'affrontare la categoria superiore, nelle prime tre partite arrivano due sconfitte, e si corre ai ripari, viene esonerato Alfredo Spada, protagonista qualche mese prima del ritorno in Serie C2, e dalla quarta giornata al suo posto c'è Giancarlo Danova, che si impegna con caparbietà a far assimilare alla squadra i suoi schemi, ed i risultati alla lunga arrivano, la Pro Sesto non perde nessuna delle ultime dodici partite decisive di campionato, ultimando il torneo con un onorevole e tranquillo ottavo posto finale. Sugli scudi i due "gemelli del gol", arrivati in estate dalla Pro Vercelli, Raffaele Solimeno autore di 15 reti e Corrado Pescatori con 10 reti, delle quali 7 in campionato e 3 in Coppa Italia.
Nella Coppa Italia di Serie C la Pro Sesto disputa prima del campionato, il girone B di qualificazione, che promuove ai sedicesimi di finale il Legnano.

## Rosa
| N. |                   | Ruolo | Calciatore           |
| -- | ----------------- | ----- | -------------------- |
|    | Italia (bandiera) | P     | Francesco Alberti    |
|    | Italia (bandiera) | D     | Davide Castellin     |
|    | Italia (bandiera) | C     | Salvatore Cerrone    |
|    | Italia (bandiera) | C     | Francesco Conte      |
|    | Italia (bandiera) | C     | Gregorio Discanni    |
|    | Italia (bandiera) | D     | Davide Fantuz        |
|    | Italia (bandiera) | A     | Massimiliano Ferrari |
|    | Italia (bandiera) | C     | Giancarlo Filippini  |
|    | Italia (bandiera) | C     | Giagheddu Luigi      |
|    | Italia (bandiera) | D     | Maurizio Lizzani     |
|    | Italia (bandiera) | D     | Claudio Mandotti     |

| N. |                   | Ruolo | Calciatore        |
| -- | ----------------- | ----- | ----------------- |
|    | Italia (bandiera) | C     | Davide Pannuto    |
|    | Italia (bandiera) | C     | Ermanno Pelucchi  |
|    | Italia (bandiera) | A     | Corrado Pescatori |
|    | Italia (bandiera) | D     | Francesco Picco   |
|    | Italia (bandiera) | P     | Enrico Pirovano   |
|    | Italia (bandiera) | A     | Marco Pozzi       |
|    | Italia (bandiera) | A     | Massimo Provvido  |
|    | Italia (bandiera) | D     | Marco Ricci       |
|    | Italia (bandiera) | D     | Paolo Carlo Rossi |
|    | Italia (bandiera) | C     | Fabio Scuratti    |
|    | Italia (bandiera) | A     | Raffaele Solimeno |

## Risultati

### Campionato

#### Girone di andata
| Arbitro: | Bazzoli (Merano) |

|             |           |              |
| Cerrone 41’ | Marcatori | 52’ Castagna |

| Arbitro: | Di Renzo (Roma) |

|                                |           |                  |
| Bertolutti 43’ Fiorio 48’, 90’ | Marcatori | 39’ (aut.) Curti |

| Arbitro: | Magliulo (Torre Annunziata) |

|  |           |                |
|  | Marcatori | 76’ Marcellino |

| Arbitro: | Casoli (Reggio Emilia) |

|  |           |               |
|  | Marcatori | 41’ Pescatori |

| Sesto San Giovanni 18 ottobre 1987 5ª giornata | Pro Sesto               | 0 – 0 | Suzzara | Stadio Breda\| Arbitro: \| Introvigne (Conegliano) \| |
| Arbitro:                                       | Introvigne (Conegliano) |       |         |                                                       |

| Arbitro: | Colbertaldo (Bassano del Grappa) |

|                              |           |  |
| Gava 23’, 80’ Lenarduzzi 46’ | Marcatori |  |

| Arbitro: | Del Giudice (Napoli) |

|                         |           |                                       |
| Solimeno 6’ (rig.), 61’ | Marcatori | 12’ Schincaglia 16’ Aimo 63’ Cardillo |

| Arbitro: | Bazzoli (Merano) |

|                               |           |  |
| Seveso 31’, 78’ Tamellini 57’ | Marcatori |  |

| Arbitro: | Falca (Pinerolo) |

|                             |           |  |
| Solimeno 53’, 57’ Conte 89’ | Marcatori |  |

| Arbitro: | Di Renzo (Roma) |

|            |           |  |
| Vitale 68’ | Marcatori |  |

| Sesto San Giovanni 29 novembre 1987 11ª giornata | Pro Sesto       | 0 – 0 | Giorgione | Stadio Breda\| Arbitro: \| Rausa (Cosenza) \| |
| Arbitro:                                         | Rausa (Cosenza) |       |           |                                               |

| Arbitro: | Gagliano (Salerno) |

|             |           |  |
| Baldini 55’ | Marcatori |  |

| Varese 13 dicembre 1987 13ª giornata | Varese            | 0 – 0 | Pro Sesto | Stadio Franco Ossola\| Arbitro: \| Puglisi (Messina) \| |
| Arbitro:                             | Puglisi (Messina) |       |           |                                                         |

| Arbitro: | Pegoretti (Trento) |

|                            |           |  |
| Solimeno 18’ Pescatori 63’ | Marcatori |  |

| Arbitro: | Baldas (Trieste) |

|                                               |           |  |
| Bisoli 23’ Scarabelli 60’ Marescalco 66’, 70’ | Marcatori |  |

| Arbitro: | Rossignoli (Firenze) |

|                                                                     |           |            |
| Discanni 22’, 78’ Pescatori 27’ Conte 34’ Mandotti 58’ Pelucchi 90’ | Marcatori | 89’ Marino |

| Arbitro: | Braschi (Prato) |

|               |           |  |
| Marchetti 24’ | Marcatori |  |

#### Girone di ritorno
| Arbitro: | Scardia (Lecce) |

|  |           |                            |
|  | Marcatori | 10’ Pescatori 63’ Solimeno |

| Arbitro: | Rosica (Roma) |

|  |           |           |
|  | Marcatori | 15’ Folli |

| Arbitro: | Benazzoli (Bassano del Grappa) |

|               |           |               |
| Rovellini 62’ | Marcatori | 52’ Pescatori |

| Arbitro: | A. Forte (Marsala) |

|               |           |                |
| Pescatori 90’ | Marcatori | 27’ Pernarella |

| Arbitro: | Gazzetta (Mestre) |

|               |           |  |
| V. Guerra 53’ | Marcatori |  |

| Arbitro: | Stefanelli (Bologna) |

|                   |           |              |
| Solimeno 29’, 74’ | Marcatori | 83’ Andretta |

| Arbitro: | Zucchini (Bologna) |

|             |           |              |
| Buffone 85’ | Marcatori | 41’ Pelucchi |

| Arbitro: | Russo (Chieti) |

|               |           |               |
| Pescatori 57’ | Marcatori | 44’ Mottalini |

| Arbitro: | Di Savino (Foggia) |

|            |           |                     |
| Zobbio 45’ | Marcatori | 82’ (rig.) Solimeno |

| Arbitro: | Introvigne (Conegliano) |

|                             |           |                                  |
| Solimeno 20’, 71’ Ricci 68’ | Marcatori | 29’ Campioli 39’ (aut.) Discanni |

| Arbitro: | Costamagna (Torino) |

|                                   |           |                                  |
| Cerrone 16’ (aut.) Meneghetti 30’ | Marcatori | 25’ M. Pozzi 52’ (rig.) Solimeno |

| Arbitro: | Lombardi (La Spezia) |

|                           |           |                             |
| Solimeno 31’ M. Pozzi 54’ | Marcatori | 8’ Battistella 43’ Bocchinu |

| Sesto San Giovanni 8 maggio 1988 30ª giornata | Pro Sesto       | 0 – 0 | Varese | Stadio Breda\| Arbitro: \| Scardia (Lecce) \| |
| Arbitro:                                      | Scardia (Lecce) |       |        |                                               |

| Novara 15 maggio 1988 31ª giornata | Novara            | 0 – 0 | Pro Sesto | Stadio Comunale\| Arbitro: \| Marchese (Napoli) \| |
| Arbitro:                           | Marchese (Napoli) |       |           |                                                    |

| Arbitro: | Cirotti (Roma) |

|               |           |  |
| Filippini 11’ | Marcatori |  |

| Arbitro: | Rungger (Bolzano) |

|             |           |              |
| Pessina 43’ | Marcatori | 38’ Solimeno |

| Arbitro: | Rosica (Roma) |

|              |           |             |
| Solimeno 67’ | Marcatori | 40’ Fiorini |

### Coppa Italia

#### Girone B
| Arbitro: | Mangerini (Brescia) |

|               |           |  |
| Mazzucato 18’ | Marcatori |  |

| Arbitro: | Curotti (Piacenza) |

|               |           |  |
| Pescatori 30’ | Marcatori |  |

| Arbitro: | Bortoli (Schio) |

|                           |           |                  |
| Cerrone 17’ Pescatori 47’ | Marcatori | 68’ Giandebiaggi |

| Arbitro: | Colbertaldo (Bassano del Grappa) |

|                |           |                                      |
| M. Ferrari 70’ | Marcatori | 18’ (aut.) Cerrone 82’ (aut.) Fantuz |

| Arbitro: | Di Pilato (Bergamo) |

|  |           |               |
|  | Marcatori | 48’ Pescatori |

| Arbitro: | Baldas (Trieste) |

|                  |           |  |
| Giandebiaggi 76’ | Marcatori |  |